# Uplinjač
Uplinjáč ali karburátor (angleško carburetor, francosko carburateur, italijansko carburatore, pogovorno tudi fergazer po nemški besedi Vergaser) je naprava za pripravo gorljive mešanice za bencinske motorje z notranjim zgorevanjem. V njem se razpršuje in izpareva hlapljivo gorivo (bencin, benzen, kerozin) in se meša z zrakom. Ker se gorivo zmeša pred vstopom v valj gre za indirekten vbrizg goriva. Veliko se še uporablja v letalskih motorjih na primer: Lycoming O-235 in kosilnicah ter drugih lahkih strojih zaradi enostavnosti. Problem, ki ga ima vpljinač v letalskih motorjih je njegovo zamrzovanje na mali moči, zaradi česar jih moremo ogrevati s toploto od cevi izpušnih plinov. V modernih vozilih so jih večinoma zamenjali drugi načini vbrizga goriva, ki imajo boljšo atomizacijo in s tem večji izkoristek in večjo moč. Direktni vbrizg je način dovajanja goriva direktno v zgorevalno komoro.

## Etimologija
Beseda carburetor izhaja iz francoske besede carburer, ki pomeni karbid, beseda carburer pa pomeni mešati z ogljikom oziroma povečevati vsebnost ogljika (in s tem energije) v tekočini s tem, da se jo zmeša z nestabilnim ogljikovodikom.

## Zgodovina
Izumil ga je Italijan Luigi De Cristoforis leta 1876. Dodelal ga Je Enrico Bernardi iz Univerze v Padovi leta 1882 za njegov motor Motrice Pia, ki velja za prvi motor takšne vrste. Patente za uplinjač je prijavil tudi nemški znanstvenik Karl Benz.
Prvi uplinjači so bili površinskega tipa, pri katerem se zrak zmeša z gorivom, ko se premika nad plastjo bencina.
Prvi uplinjač na stacionarnem motorju sta razvila Madžara János Csonka in Donát Bánki  leta 1893. Istočasno je avstrijski avtomobilski pionir razvil rotirajoči ščetkasti uplinjač.
Britanski inženir Frederick William Lanchester je eksperimentiral z uporabo vplinjača v avtih. Leta 1896 je zgradil prvi bencinski avto v Angliji z enim 5 KM močnim enocilindrskim motorjem. Ker ni bil zadovoljen z močjo je razvil dvocilindrsko verzijo z novim uplinjačem
Leta 1885 sta Wilhelm Maybach in Gottlieb Daimler razvila uplinjač s plovcem, ki je bil baziran na atomizatorju.
Pri uporabi uplinjačev na letalu, ki izvajajo negativne g-manevre in let na hrbtu, je potreben dodaten mehanizmem, ki dovaja gorivo pod temi pogoji.
Večina motorjev ima en samo uplinjač, nekateri motorji, npr. motocikli ali "mišični" avti imajo tudi več uplinjačev.                                                                             
Med najboljšimi vplinjači so DELL'ORTO ter WEBER, še kar znani so tudi SOLEX.
Uplinjači so se v avtomobilih pojavljali do poznih 1980-ih let takrat so jih večinoma že nadomeščali direktni vbrizgi.

## Delovanje
Uplinjač dela na Bernoullijevem Principu. Med sesalnim taktom nastane v valju motorja podtlak, zato v valj doteka zrak. Zrak teče skozi mešalno cev uplinjač (oz. mešalno komoro); cev je na sredi zožena. V zoženem delu se hitrost zračnega toka poveča (Bernoullijeva enačba), zato na tem mestu nastane podtlak. Zaradi njega iz glavne šobe (sega v cev) izstopa drobno razpršeno gorivo in se zmeša z zrakom. Količino goriva v uplinjaču regulira plovec z igelnim ventilom. Ker je optimalna količina goriva v mešanici (približno 1 g goriva na 15 l zraka) odvisna od moči, s katero motor deluje, od temperature motorja (hladen zagon) in voznih razmer (prosti tek, pospeševanje), ima uplinjač še nekaj šob za različne delovne režime motorja. Šoba za prosti tek nenehno dovaja najmanjšo količino, potrebno za prosti tek motorja, pospeševalna šoba pa ob hitrem pritisku pedala za plin vbrizga dodatno količino goriva. V mešalni komori je vrtljiva loputa (spojena s pedalom za plin) za uravnavanje moči motorja. Z loputo voznik odpira ali zapira mešalno cev in uravnava pretok zraka. Ob zagonu hladnega motorja je potrebna bogatejša gorivna mešanica (tj. manjši delež zraka). To razmerje spremeni startna loputa; ta delno zapre mešalno cev (čok). Nameščena je na vrh mešalne cevi; pri starejših motorjih jo aktiviramo ročno, pri novejših pa jo krmili startna avtomatika. 
Razlikujemo padotočni uplinjač (za avtomobilske motorje; zrak teče navpično v valje) ter vodoravni uplinjač (za motorna kolesa; v njem je mešalna cev nameščena vodoravno). Pri dvojnem uplinjaču sta vzporedno nameščeni dve mešalni cevi in loputi: pri nizkih obratih motorja se odpira ena (manjša poraba goriva), pri visokih pa obe (večja moč). Uplinjač v zadnjem času spodrivajo sistemi za neposredno vbrizgavanje bencina.